# Поликарп (Гайтанников)
В Википедии есть статьи о других священнослужителях, известных по имени Поликарп
Архимандрит Поликарп (в миру Пётр Гайтанников или Гойтанников; 1787, Торжок Тверской губернии — 19 (31) января 1837, Москва) — архимандрит Русской православной церкви, ректор Московской духовной академии; член Российской Академии наук (с 1821).

## Биография
Происходил из духовного звания.
По окончании курса в Тверской духовной семинарии, в 1809 году вступил в состав 1-го курса преобразованной Санкт-Петербургской духовной академии. В 1814 году окончил в ней курс со степенью магистра и был назначен профессором философии и инспектором Санкт-Петербургской духовной семинарии, а также ректором учреждённого при ней уездного училища.
24 декабря 1814 года он был пострижен в монашество с именем Поликарп; 1 января 1815 года рукоположен в сан иеромонаха, в апреле 1815 года был утверждён ректором Александро-Невских низших училищ. Был возведён 14 ноября 1817 года в сан архимандрита Можайского Лужецкого монастыря. В этот период он принял участие в работе Библейского общества; ему был поручен перевод Евангелия от Марка.
Был назначен 4 марта 1819 года на должность ректора и профессора богословских наук Санкт-Петербургской духовной семинарии. Являясь членом цензурного комитета при Петербургской духовной академии, он проявлял «излишнюю ревность к языковым и стилистическим особенностям рассматривавшихся им сочинений».
21 мая 1821 года был избран в члены Российской Академии. В 1822 году получил от Святейшего синода учёную степень доктора богословия за богословскую эрудицию и труды по переводу святоотеческих творений.
С января 1824 года был определён настоятелем всех второклассных монастырей. С 4 ноября 1824 — ректор Московской духовной академии и настоятель Новоспасского монастыря в Москве. Назначен ректором он был против воли московского митрополита Филарета (Дроздова). Дозволявший себе некоторые отступления от монашеского образа жизни, архимандрит Поликарп имел с митрополитом несколько столкновений, перешедших в неприязненность и имевших, в конце концов, последствием увольнение архимандрита от должности ректора 14 декабря 1835 года за некоторые неустройства в Академии, с оставлением на жительстве в Новоспасском монастыре. В академии он сначала читал лекции по догматическому, нравственному и полемическому богословию «по запискам» своего предшественника Кирилла, а затем составил собственные «записки», которые постоянно изменял, дополнял и переделывал, руководствуясь книгой Либерманна и свидетельствами из сочинений Отцов Церкви, выписки из которых он поручал делать студентам своего курса по очереди. В 1827 году составил и издал латинскую хрестоматию, которая стала использоваться в начальных духовных училищах.
В 1835 году «пожалованы ему на орден Св. Анны 2-й степ. алмазные знаки, Императорскою короною украшенные».
В 1836 году Святейший Синод, предприняв труд критического издания (по греческим текстам) «Кормчей книги», назначил для этого Поликарпа, «как уже известного по сведениям в греческом языке и богословии»; но смерть Поликарпа помешала осуществлению этого намерения.
Современник, близкий к архимандриту Поликарпу, указывал:

Архимандрит Поликарп был человек чуждый притворства, открытый, незлобивый, кроткий <…> Он имел нередко знаменательные видения <…> Слишком за год до своей смерти, находясь в бодрственном состоянии, видел перед собою себя самого, испугался и сказал: «видно, мне недолго жить». <…> Переехавши в Москву, в Новоспасский монастырь, он жил уединенно <…> по его темпераменту, может быть, труднее других добродетелей было для него соблюдение умеренности в пище и питии: но и в этом он старался обуздывать себя: за три года до смерти перестал употреблять горячие напитки; а в последний год не давал себе есть, сколько хотелось…
— Струменский М. К. Архимандрит Поликарп (Гайтанников) (1787—1837) // Богословский вестник. — 1914.

## Сочинения
- «Chrestomatia latina in usum scholarum ecclesiasticarum» (М. 1827, 1835)
- «Беседы и слова архим. Поликарпа» (М., 1835)
- «Переводы с греческого на русский» (М., 1835)
- «Theologia dogmatica» (а рукописи)

Переводы с греческого творений св. отцов архимандрит Поликарп печатал в журнале «Христианское чтение», а в 1835 году издал их отдельно; в это издание вошли:
- «Св. Поликарпа Смирнского послание к Филиппийцам»;
- «Окружное послание Смирнской церкви о мученичестве Св. Поликарпа»;
- «Шесть бесед Св. Иоанна Златоустаго»;
- «Слово Григория Богослова на Св. Пасху».